# Église d'Almaš
L'église d'Almaš (en serbe cyrillique : Алмашка црква ; en serbe latin : Almaška crkva) désigne le Temple des Trois-Saint-Hiérarques, une église orthodoxe serbe située dans le quartier d'Almaš à Novi Sad, en Serbie et dans la province de Voïvodine. Elle figure sur la liste des monuments culturels d'importance exceptionnelle de la république de Serbie.

## Histoire

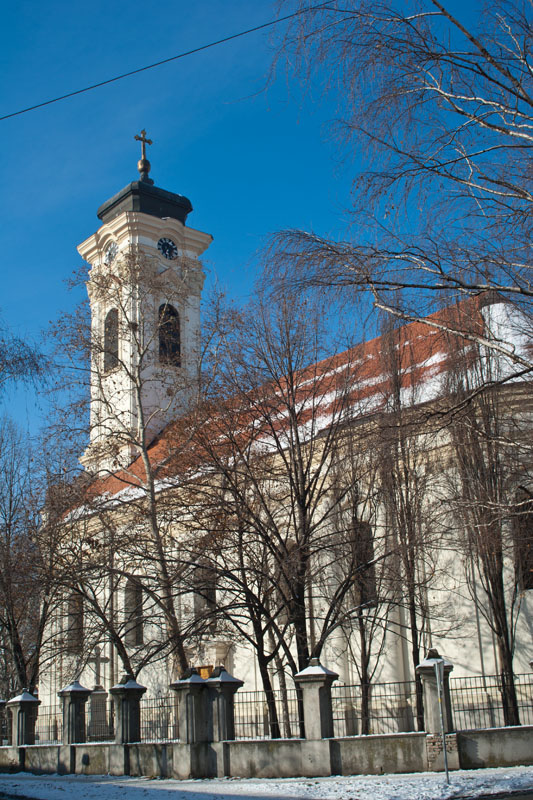
Autre vue de l'église.

Une première église a été construite par les Serbes sur le site de l'église actuelle en 1718. Elle se trouvait alors en dehors de la forteresse de Petrovaradin, à Almaš, qui constituait alors un village indépendant. Les habitants édifièrent leur église avec les mêmes matériaux dont ils se servaient pour leurs maisons, de la terre séchée, de l'osier, des planches de bois tandis que le toit était recouvert de bardeaux.
Une seconde église, en briques, fut édifiée en 1733 puis une troisième, l'église actuelle en pierres, en 1797. Le haut du clocher et le toit furent endommagés lors de la révolution qui, en 1848 et 1849, agita la Voïvodine. En 1852, les Serbes bénéficièrent de l'aide la Russie pour la reconstruction de ces parties endommagées.

## Architecture
L'église d'Almaš est caractéristique de l'architecture religieuse de la fin du XVIIIe siècle et du début du XIXe siècle en Voïvodine. Elle a été conçue dans un esprit classique par l'architecte Martin Kovčarski. Elle est constituée d'une nef unique terminée par une abside semi-circulaire, tandis que la façade est dominée par un imposant clocher.

## Icônes et fresques
L'iconostase de l'église a été sculptée par Aksentije Marković et peinte par Arsa Teodorović ; cet artiste y a représenté les « Trois saints Hiérarques », Saint Jean Chrysostome, Saint Basile le Grand et Saint Athanase d'Alexandrie, dans un style qui mêle classicisme et baroque ; cette œuvre est considérée comme une des plus importantes du peintre. Les fresques murales et celles de la voûte de la nef sont également d'Arsa Teodorović. L'église abrite également une icône de la Mère de Dieux peinte en 1905 par Uroš Predić.

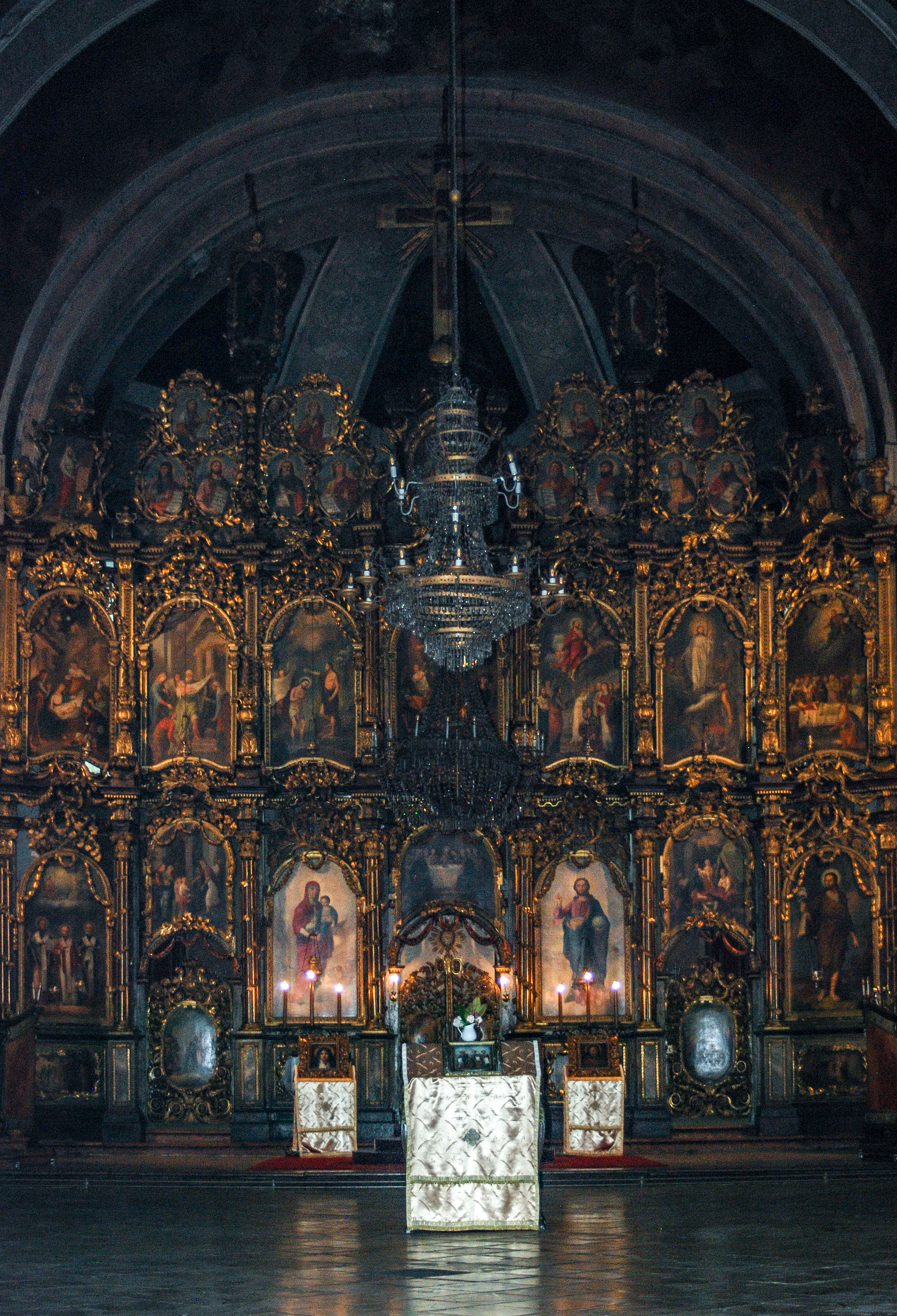
L'iconostase de l'église.